# Llista de topònims de Canovelles
Llista de topònims (noms propis de lloc) del municipi de Canovelles, al Vallès Oriental
Informació actualitzada per un bot. Els canvis manuals es perdran quan s'actualitzi!

## casa
| imatge | Nom                             | Ubicat a   | instància de | Detalls | coordenades                                        | Protecció                                  | Commons (més fotos)                          | Dades a WD                    |
| ------ | ------------------------------- | ---------- | ------------ | ------- | -------------------------------------------------- | ------------------------------------------ | -------------------------------------------- | ----------------------------- |
|        | habitatge al carrer Bellmunt, 8 | Canovelles | casa         |         | 41° 37′ 06″ N, 2° 16′ 25″ E / 41.61823°N,2.27364°E | bé integrant del patrimoni cultural català | Habitatge al carrer Bellmunt, 8 (Canovelles) | Modifica les dades a Wikidata |
|        | habitatges socials              | Canovelles | casa         |         | 41° 37′ 02″ N, 2° 16′ 33″ E / 41.61717°N,2.27577°E | bé integrant del patrimoni cultural català |                                              | Modifica les dades a Wikidata |

## edifici
| imatge | Nom                         | Ubicat a   | instància de | Detalls                     | coordenades                                                                            | Protecció                                  | Commons (més fotos)                      | Dades a WD                    |
| ------ | --------------------------- | ---------- | ------------ | --------------------------- | -------------------------------------------------------------------------------------- | ------------------------------------------ | ---------------------------------------- | ----------------------------- |
|        | Caserna de la Guàrdia Civil | Canovelles | edifici      |                             | 41° 37′ 14″ N, 2° 17′ 09″ E / 41.62053°N,2.28584°E ca:Pg. de la Ribera                 | bé integrant del patrimoni cultural català | Caserna de la Guàrdia Civil (Canovelles) | Modifica les dades a Wikidata |
|        | Molí de Can Marc            | Canovelles | edifici      | Estil: arquitectura popular | 41° 37′ 21″ N, 2° 16′ 49″ E / 41.6224871536477°N,2.28016823760315°E                    | bé integrant del patrimoni cultural català |                                          | Modifica les dades a Wikidata |
|        | Nau Simon                   | Canovelles | edifici      | Estil: arquitectura popular | 41° 37′ 58″ N, 2° 16′ 51″ E / 41.63272°N,2.28078°E                                     | bé integrant del patrimoni cultural català |                                          | Modifica les dades a Wikidata |
|        | centre Cultural             | Canovelles | edifici      |                             | 41° 36′ 59″ N, 2° 16′ 51″ E / 41.61652°N,2.28084°E ca:Plaça de la Joventut / Indústria | bé integrant del patrimoni cultural català | Centre Cultural (Canovelles)             | Modifica les dades a Wikidata |

## entitat singular de població
| imatge | Nom                | Ubicat a   | instància de                                                 | Detalls   | coordenades                                                                  | Protecció | Commons (més fotos)           | Dades a WD                    |
| ------ | ------------------ | ---------- | ------------------------------------------------------------ | --------- | ---------------------------------------------------------------------------- | --------- | ----------------------------- | ----------------------------- |
|        | Bellulla           | Canovelles | entitat singular de població                                 | 269 hab   | 41° 37′ 03″ N, 2° 16′ 08″ E / 41.6174358°N,2.2689413°E 175 msnm              |           |                               | Modifica les dades a Wikidata |
|        | Can Castells       | Canovelles | entitat singular de població                                 | 689 hab   | 41° 37′ 29″ N, 2° 16′ 42″ E / 41.62483324°N,2.27833201°E 162 msnm            |           |                               | Modifica les dades a Wikidata |
|        | Can Comas          | Canovelles | entitat singular de població                                 | 6 hab     | 41° 37′ 05″ N, 2° 14′ 54″ E / 41.61809324°N,2.248452902°E 148.674 msnm       |           |                               | Modifica les dades a Wikidata |
|        | Can Cuana          | Canovelles | entitat singular de població                                 | 36 hab    | 41° 38′ 11″ N, 2° 16′ 06″ E / 41.6362738427273°N,2.26823649437505°E 224 msnm |           |                               | Modifica les dades a Wikidata |
|        | Can Diviu          | Canovelles | entitat singular de població                                 | 1215 hab  | 41° 37′ 10″ N, 2° 16′ 26″ E / 41.61946°N,2.27376°E 221 msnm                  |           |                               | Modifica les dades a Wikidata |
|        | Can Duran          | Canovelles | entitat singular de població                                 | 876 hab   | 41° 37′ 46″ N, 2° 16′ 08″ E / 41.62949489106°N,2.2689651903244°E 212 msnm    |           |                               | Modifica les dades a Wikidata |
|        | Sanaüja            | Canovelles | entitat singular de població                                 | 382 hab   | 41° 37′ 54″ N, 2° 16′ 37″ E / 41.6315469123773°N,2.27706605226309°E 192 msnm |           |                               | Modifica les dades a Wikidata |
|        | Sant Feliu         | Canovelles | entitat singular de població ens local històric de Catalunya | 23 hab    | 41° 37′ 24″ N, 2° 16′ 41″ E / 41.62321905°N,2.27802588°E 215 msnm            |           |                               | Modifica les dades a Wikidata |
|        | Tibel              | Canovelles | entitat singular de població                                 | 134 hab   | 41° 37′ 12″ N, 2° 16′ 13″ E / 41.61995463°N,2.27028403°E 197 msnm            |           |                               | Modifica les dades a Wikidata |
|        | la Barriada Nova   | Canovelles | entitat singular de població capital municipal               | 13340 hab | 41° 37′ 13″ N, 2° 17′ 05″ E / 41.620277777778°N,2.2847222222222°E 150 msnm   |           | La Barriada Nova (Canovelles) | Modifica les dades a Wikidata |
|        | la Quinta Avinguda | Canovelles | entitat singular de població                                 | 110 hab   | 41° 37′ 04″ N, 2° 16′ 09″ E / 41.61775821°N,2.26907246°E 196 msnm            |           |                               | Modifica les dades a Wikidata |
|        | la Serra           | Canovelles | entitat singular de població                                 | 35 hab    | 41° 39′ 01″ N, 2° 12′ 53″ E / 41.6504021°N,2.21472296°E 250 msnm             |           |                               | Modifica les dades a Wikidata |
|        | les Àligues        | Canovelles | entitat singular de població                                 | 149 hab   | 41° 36′ 59″ N, 2° 16′ 24″ E / 41.61645043°N,2.273233427°E 168 msnm           |           |                               | Modifica les dades a Wikidata |

## església
| imatge | Nom                                    | Ubicat a   | instància de                 | Detalls                                  | coordenades                                                       | Protecció                   | Commons (més fotos)                    | Dades a WD                    |
| ------ | -------------------------------------- | ---------- | ---------------------------- | ---------------------------------------- | ----------------------------------------------------------------- | --------------------------- | -------------------------------------- | ----------------------------- |
|        | Sant Feliu de Canovelles               | Canovelles | església església parroquial | Estil: arquitectura romànica             | 41° 37′ 29″ N, 2° 16′ 41″ E / 41.62462°N,2.277965°E               | bé cultural d'interès local | Sant Feliu de Canovelles               | Modifica les dades a Wikidata |
|        | Santuari de la Mare de Déu de Bellulla | Canovelles | església santuari            | Estil: arquitectura del Renaixement 1279 | 41° 37′ 23″ N, 2° 15′ 57″ E / 41.62298611°N,2.26584722°E 232 msnm | bé cultural d'interès local | Santuari de la Mare de Déu de Bellulla | Modifica les dades a Wikidata |

## jaciment arqueològic
| imatge | Nom                                     | Ubicat a   | instància de         | Detalls | coordenades                                                             | Protecció                                  | Commons (més fotos) | Dades a WD                    |
| ------ | --------------------------------------- | ---------- | -------------------- | ------- | ----------------------------------------------------------------------- | ------------------------------------------ | ------------------- | ----------------------------- |
|        | jaciment arqueològic de Ca l'Estrada    | Canovelles | jaciment arqueològic |         | 41° 37′ 22″ N, 2° 16′ 42″ E / 41.6228563°N,2.278419°E                   |                                            |                     | Modifica les dades a Wikidata |
|        | jaciment arqueològic de Ca l'Estrada I  | Canovelles | jaciment arqueològic |         | 41° 37′ 21″ N, 2° 16′ 45″ E / 41.62237617818242°N,2.2790622711181645°E  | bé cultural d'interès local                |                     | Modifica les dades a Wikidata |
|        | jaciment arqueològic de Ca l'Estrada II | Canovelles | jaciment arqueològic |         | 41° 37′ 20″ N, 2° 16′ 46″ E / 41.622360137739136°N,2.2793143987655644°E | bé integrant del patrimoni cultural català |                     | Modifica les dades a Wikidata |

## masia
| imatge | Nom                | Ubicat a   | instància de | Detalls                                                      | coordenades                                                                                             | Protecció                                  | Commons (més fotos)        | Dades a WD                    |
| ------ | ------------------ | ---------- | ------------ | ------------------------------------------------------------ | --- | ------------------------------------------ | -------------------------- | ----------------------------- |
|        | Ca l'Amell Xic     | Canovelles | masia        |                                                              | 41° 37′ 36″ N, 2° 15′ 15″ E / 41.626564483036°N,2.25427682018633°E                                      |                                            |                            | Modifica les dades a Wikidata |
|        | Ca l'Estrada       | Canovelles | masia        |                                                              | 41° 37′ 20″ N, 2° 16′ 44″ E / 41.622245310322°N,2.27894653181358°E                                      |                                            |                            | Modifica les dades a Wikidata |
|        | Ca l'Isidre        | Canovelles | masia        |                                                              | 41° 38′ 04″ N, 2° 16′ 39″ E / 41.6344404985084°N,2.27742992139291°E                                     |                                            |                            | Modifica les dades a Wikidata |
|        | Can Bernat Serra   | Canovelles | masia        |                                                              | 41° 38′ 11″ N, 2° 15′ 35″ E / 41.6363355732972°N,2.25959112529306°E                                     |                                            |                            | Modifica les dades a Wikidata |
|        | Can Camps          | Canovelles | masia        | Estil: gòtic tardà 16th century Estat: enderrocat o destruït | 41° 37′ 13″ N, 2° 16′ 31″ E / 41.62034°N,2.27534°E ca:Carrer d'Isidre Durán (enderrocada) 178 msnm      | bé integrant del patrimoni cultural català | Can Camps (Canovelles)     | Modifica les dades a Wikidata |
|        | Can Duran          | Canovelles | masia        |                                                              | 41° 37′ 33″ N, 2° 16′ 34″ E / 41.6257394524372°N,2.27597849721387°E                                     |                                            |                            | Modifica les dades a Wikidata |
|        | Can Ferran         | Canovelles | masia        |                                                              | 41° 37′ 15″ N, 2° 16′ 49″ E / 41.6207946736257°N,2.28030709641691°E                                     |                                            |                            | Modifica les dades a Wikidata |
|        | Can Fornets        | Canovelles | masia        |                                                              | 41° 38′ 04″ N, 2° 15′ 58″ E / 41.6344681547527°N,2.26615584411506°E                                     |                                            |                            | Modifica les dades a Wikidata |
|        | Can Fusteret       | Canovelles | masia        |                                                              | 41° 38′ 21″ N, 2° 15′ 20″ E / 41.6391640275036°N,2.25544034562418°E                                     |                                            |                            | Modifica les dades a Wikidata |
|        | Can Girbau del Sot | Canovelles | masia        |                                                              | 41° 38′ 19″ N, 2° 15′ 46″ E / 41.6386161123788°N,2.26266280475621°E                                     |                                            |                            | Modifica les dades a Wikidata |
|        | Can Gurgui         | Canovelles | masia        | Estil: arquitectura popular                                  | 41° 37′ 23″ N, 2° 16′ 11″ E / 41.62316°N,2.26986°E                                                      | bé integrant del patrimoni cultural català |                            | Modifica les dades a Wikidata |
|        | Can Jovençà        | Canovelles | masia        |                                                              | 41° 38′ 01″ N, 2° 15′ 33″ E / 41.6337293720235°N,2.25910469429658°E                                     |                                            |                            | Modifica les dades a Wikidata |
|        | Can Lamaro         | Canovelles | masia        |                                                              | 41° 37′ 12″ N, 2° 16′ 00″ E / 41.6201227692569°N,2.26663059769897°E                                     |                                            |                            | Modifica les dades a Wikidata |
|        | Can Magarola       | Canovelles | masia        | Estil: arquitectura popular                                  | 41° 37′ 29″ N, 2° 16′ 41″ E / 41.62472°N,2.27799°E ca:Sant Feliu                                        | bé integrant del patrimoni cultural català | Can Magarola (Canovelles)  | Modifica les dades a Wikidata |
|        | Can Marquès        | Canovelles | masia        | Estil: arquitectura gòtica                                   | 41° 38′ 03″ N, 2° 15′ 18″ E / 41.63428°N,2.25497°E ca:Crtra. de Caldes, km 9. Trencall a Sant Cristòfol | bé integrant del patrimoni cultural català | Can Marques (Canovelles)   | Modifica les dades a Wikidata |
|        | Can Pelots         | Canovelles | masia        |                                                              | 41° 37′ 09″ N, 2° 16′ 40″ E / 41.6190768539232°N,2.2778415151185°E                                      |                                            | Can Palots (Canovelles)    | Modifica les dades a Wikidata |
|        | Can Pere Lleó      | Canovelles | masia        |                                                              | 41° 37′ 54″ N, 2° 16′ 44″ E / 41.6316842393821°N,2.27885335648393°E                                     |                                            |                            | Modifica les dades a Wikidata |
|        | Can Poldo          | Canovelles | masia        |                                                              | 41° 37′ 52″ N, 2° 16′ 49″ E / 41.631161506532°N,2.28023981884875°E                                      |                                            |                            | Modifica les dades a Wikidata |
|        | Can Pujades        | Canovelles | masia        |                                                              | 41° 37′ 49″ N, 2° 15′ 43″ E / 41.6303340587271°N,2.26196483617538°E                                     |                                            |                            | Modifica les dades a Wikidata |
|        | Can Serra          | Canovelles | masia        |                                                              | 41° 37′ 52″ N, 2° 15′ 43″ E / 41.6309824496542°N,2.26194543481552°E                                     |                                            |                            | Modifica les dades a Wikidata |
|        | Can Tricó          | Canovelles | masia        |                                                              | 41° 37′ 50″ N, 2° 16′ 44″ E / 41.6304321053132°N,2.2788312958839°E                                      |                                            |                            | Modifica les dades a Wikidata |
|        | Can Valls          | Canovelles | masia        | Estil: arquitectura popular                                  | 41° 37′ 25″ N, 2° 16′ 40″ E / 41.62348°N,2.27776°E ca:Sant Fèlix, 1                                     | bé integrant del patrimoni cultural català | Can Valls (Canovelles)     | Modifica les dades a Wikidata |
|        | Can Xarlet         | Canovelles | masia        |                                                              | 41° 37′ 07″ N, 2° 16′ 43″ E / 41.618721791491°N,2.27867369876617°E                                      |                                            |                            | Modifica les dades a Wikidata |
|        | can Canyelles      | Canovelles | masia        | Estil: arquitectura popular 16th century                     | 41° 37′ 39″ N, 2° 15′ 22″ E / 41.6274°N,2.25611°E ca:Ctra. Caldes, km 9 161 msnm                        | bé integrant del patrimoni cultural català | Can Canyelles (Canovelles) | Modifica les dades a Wikidata |
|        | can Colomer        | Canovelles | masia        | Estil: arquitectura popular 17th century                     | 41° 37′ 44″ N, 2° 16′ 29″ E / 41.62889°N,2.27476°E ca:Ctra. BV-1436 187 msnm                            | bé cultural d'interès local                | Can Colomer (Canovelles)   | Modifica les dades a Wikidata |

## monument
| imatge | Nom                             | Ubicat a   | instància de | Detalls | coordenades                                                                                   | Protecció | Commons (més fotos) | Dades a WD                    |
| ------ | ------------------------------- | ---------- | ------------ | ------- | --------------------------------------------------------------------------------------------- | --------- | ------------------- | ----------------------------- |
|        | Escultura Encuentro             | Canovelles | monument     |         | 41° 37′ 12″ N, 2° 16′ 54″ E / 41.62002944946289°N,2.2817740440368652°E ca:Parc de la Pau      |           |                     | Modifica les dades a Wikidata |
|        | Escultura Integració            | Canovelles | monument     |         | 41° 36′ 58″ N, 2° 16′ 54″ E / 41.6162223815918°N,2.2815310955047607°E ca:Plaça de la Joventut |           |                     | Modifica les dades a Wikidata |
|        | Escultura Noi tocant l'aigua    | Canovelles | monument     |         | 41° 37′ 01″ N, 2° 17′ 07″ E / 41.6169319152832°N,2.2854080200195313°E ca:Parc de la Quitxalla |           |                     | Modifica les dades a Wikidata |
|        | Escultura a Margarida Xirgu     | Canovelles | monument     |         | 41° 37′ 09″ N, 2° 16′ 42″ E / 41.61914825439453°N,2.278414011001587°E ca:Barcelona, 8-10      |           |                     | Modifica les dades a Wikidata |
|        | Escultura de la plaça del CAP   | Canovelles | monument     |         | 41° 36′ 59″ N, 2° 16′ 49″ E / 41.616455078125°N,2.280395030975342°E ca:Plaça del CAP          |           |                     | Modifica les dades a Wikidata |
|        | Escultures Santi, Andrea i Dani | Canovelles | monument     |         | 41° 36′ 59″ N, 2° 16′ 50″ E / 41.616302490234375°N,2.280618906021118°E ca:Carrer Indústria    |           |                     | Modifica les dades a Wikidata |

## muntanya
| imatge | Nom         | Ubicat a   | instància de | Detalls | coordenades                                                  | Protecció | Commons (més fotos) | Dades a WD                    |
| ------ | ----------- | ---------- | ------------ | ------- | ------------------------------------------------------------ | --------- | ------------------- | ----------------------------- |
|        | Castellet   | Canovelles | muntanya     |         | 41° 37′ 09″ N, 2° 15′ 54″ E / 41.6192°N,2.26511°E 229.3 msnm |           |                     | Modifica les dades a Wikidata |
|        | Puig Solell | Canovelles | muntanya     |         | 41° 38′ 05″ N, 2° 15′ 56″ E / 41.634685°N,2.26548°E          |           |                     | Modifica les dades a Wikidata |

## parc
| imatge | Nom                  | Ubicat a              | instància de | Detalls | coordenades                                                          | Protecció                                  | Commons (més fotos)       | Dades a WD                    |
| ------ | -------------------- | --------------------- | ------------ | ------- | -------------------------------------------------------------------- | ------------------------------------------ | ------------------------- | ----------------------------- |
|        | Can Carrencà         | Canovelles            | parc casa    |         | 41° 36′ 58″ N, 2° 16′ 37″ E / 41.61622°N,2.27682°E ca:Molí de la Sal | bé integrant del patrimoni cultural català | Can Carranca (Canovelles) | Modifica les dades a Wikidata |
|        | parc de la Quitxalla | Canovelles Granollers | parc         |         | 41° 37′ 00″ N, 2° 17′ 07″ E / 41.61661°N,2.28526°E                   |                                            |                           | Modifica les dades a Wikidata |

## Misc
| imatge | Nom                               | Ubicat a                                     | instància de                                               | Detalls                                                                      | coordenades                                                                                               | Protecció                      | Commons (més fotos)                      | Dades a WD                    |
| ------ | --------------------------------- | -------------------------------------------- | ---------------------------------------------------------- | ---------------------------------------------------------------------------- | --- | ------------------------------ | ---------------------------------------- | ----------------------------- |
|        | Castellet                         | Canovelles                                   | vèrtex geodèsic                                            |                                                                              | 41° 37′ 09″ N, 2° 15′ 56″ E / 41.619296°N,2.265457°E 241.48 msnm                                          |                                |                                          | Modifica les dades a Wikidata |
|        | Congost                           | província de Barcelona Osona Vallès Oriental | curs d'aigua àrea protegida Pla d'Espais d'Interès Natural | Travessa: Osona Vallès Oriental Desemboca: Besòs Llarg: 41km Conca: 358.4km² | 41° 32′ 47″ N, 2° 15′ 05″ E / 41.546525°N,2.251326°E 41° 50′ 34″ N, 2° 10′ 58″ E / 41.842662°N,2.182677°E |                                | Congost River                            | Modifica les dades a Wikidata |
|        | Domus d'Olivet                    | Canovelles                                   | casa forta                                                 | Estil: arquitectura romànica Estat: bon estat                                | 41° 37′ 51″ N, 2° 15′ 25″ E / 41.630833333333°N,2.2569444444444°E ca:Bosc de Can Marquès                  | bé cultural d'interès nacional | Domus d'Olivet                           | Modifica les dades a Wikidata |
|        | Escola Els Quatre Vents           | Canovelles                                   | edifici escolar                                            |                                                                              | 41° 37′ 20″ N, 2° 16′ 46″ E / 41.62221908569336°N,2.279555082321167°E ca:Santa Madrona, 20                |                                |                                          | Modifica les dades a Wikidata |
|        | Mare de Déu de Bellulla           | Canovelles                                   | advocació de la Mare de Déu obra escultòrica               | Estil: art romànic                                                           | |                                |                                          | Modifica les dades a Wikidata |
|        | Polígon industrial Can Castells   | Canovelles                                   | polígon industrial                                         |                                                                              | 41° 37′ 49″ N, 2° 17′ 02″ E / 41.6302827469128°N,2.28375516199856°E                                       |                                |                                          | Modifica les dades a Wikidata |
|        | Pont de la C-352 sobre el Congost | Canovelles les Franqueses del Vallès         | pont                                                       | Travessa: Congost                                                            | 41° 37′ 24″ N, 2° 17′ 13″ E / 41.62328646680029°N,2.2870230674743657°E                                    |                                | Ronda Nord bridge over the Congost river | Modifica les dades a Wikidata |
|        | aqüeducte de can Colomer          | Canovelles                                   | estructura arquitectònica                                  |                                                                              | 41° 37′ 47″ N, 2° 16′ 26″ E / 41.62980651855469°N,2.2739810943603516°E ca:Camí de Can Duran a Can Cuana   |                                |                                          | Modifica les dades a Wikidata |
|        | casa consistorial de Canovelles   | Canovelles                                   | casa consistorial                                          |                                                                              | 41° 37′ 18″ N, 2° 16′ 37″ E / 41.6217003°N,2.2768963°E                                                    |                                | Casa de la Vila de Canovelles            | Modifica les dades a Wikidata |
|        | font de Can Carrencà              | Canovelles                                   | jardí públic                                               |                                                                              | 41° 36′ 57″ N, 2° 16′ 36″ E / 41.61590576171875°N,2.2766499519348145°E ca:Carrer Molí de la Sal           |                                |                                          | Modifica les dades a Wikidata |